# Máté Fenyvesi
Máté Fenyvesi (* 20. September 1933 in Jánoshalma; † 17. Februar 2022) war ein ungarischer Fußballspieler. Auf Vereinsebene spielte er lange Jahre bei Ferencváros Budapest und wurde dabei viermal ungarischer Meister. Als 76-maliger Nationalspieler nahm er mit der Auswahl seines Heimatlandes zudem an drei Fußball-Weltmeisterschaften und einer Fußball-Europameisterschaft teil.

## Karriere

### Vereinskarriere
Máté Fenyvesi, geboren 1933 in Jánoshalma, einer Kleinstadt mit heutzutage zirka 10.000 Einwohnern im südlichen Ungarn, begann mit dem Fußballspielen bei einem kleineren örtlichen Verein namens Jánoshalmai SE. Im Trikot dieser Mannschaft wurde er von den Talentspähern des höherklassigeren Klubs Kecskeméti TE entdeckt, der ihn 1950 nach nur einem Jahr in der Erwachsenenmannschaft von Jánoshalma SE unter Vertrag nahm. Bei Kecskeméti agierte Máté Fenyvesi in der Folge drei Jahre lang bis 1953.
Im Sommer 1953 unterschrieb Máté Fenyvesi ein Arbeitspapier bei Ferencváros Budapest in der ungarischen Hauptstadt. Allerdings war hier zu Beginn nur beschränkter Erfolg möglich, da Ferencváros nicht die Gunst der stalinistischen Machthaber genoss, da diesen die große Popularität des Vereins in der Bevölkerung missfiel, sie setzten eher auf den Armeeverein Honvéd Budapest, der in den Jahren vor und nach dem Volksaufstand der erfolgreichste Fußballklub in Ungarn wurde. Dennoch war es Ferencváros, das im Jahr 1965 zum ersten Mal nach Ende des Zweiten Weltkrieges und bis heute zum letzten Mal einen internationalen Titel nach Ungarn holen konnte. Im Verlaufe des Messestädte-Pokal 1964/65 schaltete man nacheinander Spartak Brno ZJŠ aus der Tschechoslowakei, den Wiener Sport-Club aus Österreich, den AS Rom aus Italien, Athletic Bilbao aus Spanien sowie sensationell Manchester United aus England aus und stand schließlich im Endspiel, wo als Gegner der italienische Spitzenverein Juventus Turin wartete. Vor 40.000 Zuschauern im Turnier Stadio Communale setzte sich Ferencváros, das unter anderem mit Spielern wie Sándor Mátrai, Zoltán Varga oder Flórián Albert auflief, mit 1:0 gegen die favorisierten Italiener durch. Das entscheidende Tor erzielte Máté Fenyvesi in der 74. Spielminute.
Bereits zwei Jahre vor diesem historischen Erfolg auf internationaler Ebene war es Ferencváros Budapest gelungen, erstmals seit 1949 wieder die ungarische Fußballmeisterschaft zu gewinnen. Im Nemzeti Bajnokság I 1962/63 wurde man nach Ablauf aller Spieltage Erster mit sechs Punkten Vorsprung auf MTK Hungária. Bis zu Máté Fenyvesis Abschied von Ferencváros Budapest konnten in den Jahren 1964, 1967 und 1968 noch drei weitere Meisterschaften errungen und die Phase der ausbleiben nationalen Erfolge endgültig beendet werden. In der Saison 1967/68 gelang es zudem, nochmals in ein europäisches Endspiel einzuziehen – erneut im Messestädte-Pokal. Diesmal unterlag man allerdings dem englischen Vertreter Leeds United mit 0:1 nach Hin- und Rückspiel.

### Nationalmannschaft
Zwischen 1954 und 1966 brachte es Máté Fenyvesi auf insgesamt 76 Länderspiele im Trikot der ungarischen Fußballnationalmannschaft. Dabei erlebte er die Phase des Niedergangs des ungarischen Fußballs. Sein Debüt feierte der Mittelfeldspieler am 19. September 1954 gegen Rumänien im ersten Spiel der ungarischen Nationalelf nach dem völlig überraschend verlorenen WM-Finale von Bern, das die erste Niederlage von Ungarns Nationalteam nach zuvor vier Jahren und 32 Spielen bedeutete. Nach der Niederlage von Wankdorf konnte die Nationalelf Ungarns dann erneut eine Siegesserie starten, die allerdings mit dem Volksaufstand von 1956 und der infolgedessen einsetzenden Flucht einiger Weltklassespieler nach Spanien ein jähes Ende fand. Das Ende der großen Ära des ungarischen Fußballs zeigte sich dann schon bei der Fußball-Weltmeisterschaft 1958. Die Mannschaft, in der mit Gyula Grosics, József Bozsik und Nándor Hidegkuti nur noch drei – zuweilen längst gealterte – Mitglieder der Goldenen Elf standen, scheiterte als amtierender Vizeweltmeister bereits in der Vorrunde.
Vier Jahre später, bei der Fußball-Weltmeisterschaft 1962 im südamerikanischen Chile, verbesserte sich die Lage wieder dahingehend, dass das Team um Spieler wie etwa Ferenc Sipos, Lajos Tichy oder Károly Sándor die Vorrunde als Erster, sogar vor England, beendete, im Viertelfinale allerdings der tschechoslowakischen Mannschaft den Vortritt lassen musste. Vergleichbar war die Lage beim Weltchampionat 1966 in England, wo nach erneutem Weiterkommen in der Vorrunde im Viertelfinale die Sowjetunion eine zu große Hürde darstellte. Dieses 1:2 im Roker Park von Sunderland war das letzte Weltmeisterschaftsspiel für die ungarische Nationalelf bis 1978, der mittlerweile 32-jährige Máté Fenyvesi stand zwar im Aufgebot von Trainer Lajos Baróti, hatte aber im Turnierverlauf keinen Einsatz. Somit war das 3:1 gegen die Schweiz am 5. Juni 1966 in Budapest bereits das Ende seiner Nationalmannschaftskarriere nach 76 Spielen und acht Treffern. Bei der Fußball-Europameisterschaft 1964 absolvierte er beide Endrundenspiele und belegte mit der Ungarischen Nationalmannschaft den dritten Platz.

## Nach Karriereende
Nach dem Ende seiner aktiven Laufbahn als Fußballspieler im Jahre 1969 engagierte er sich einige Zeit weiterhin in Altherrenspielen und ähnlichen Aktivitäten. Mit dem politischen Wandel in Ungarn in den Jahren 1989 und 1990, einhergehend mit der Etablierung eines demokratischen Systems, ging Máté Fenyvesi in die Politik. So saß er von 1998 bis 2006 als Abgeordneter der FKgP, später der Fidesz im ungarischen Parlament.

## Erfolge
- Messestädte-Pokal: 1×
1964/65 mit Ferencváros Budapest
- Ungarische Meisterschaft: 4×
1963, 1964, 1967 und 1968 mit Ferencváros Budapest
- Ungarischer Pokalsieger: 1×
1958 mit Ferencváros Budapest